# Star Mountains
Star Mountains (indonez. Pegunungan Bintang) – jedno z najsłabiej zbadanych pasm górskich w Górach Centralnych, na Nowej Gwinei. Położone jest w środku wyspy, na granicy indonezyjskiej prowincji Papua i Papui-Nowej Gwinei. Od północy, w Indonezji, graniczy z Górami Śnieżnymi (a dokładnie z pasmem Jayawijaya); od południa, w Papui-Nowej Gwinei, z Górami Bismarcka (dokładnie z pasmem Hindenburg Wall); od wschodu z Górami Wiktora Emanuela (w Papui-Nowej Gwinei). Nie wszystkie szczyty pasma zostały nazwane i zmierzone. Przyjmuje się, że najwyższy jest Mount Antares w Indonezji – 4170 m n.p.m.
Pasmo jest uznawane za jedno z najwilgotniejszych miejsc na ziemi. Roczna suma opadów wynosi ponad 10 tys. mm.

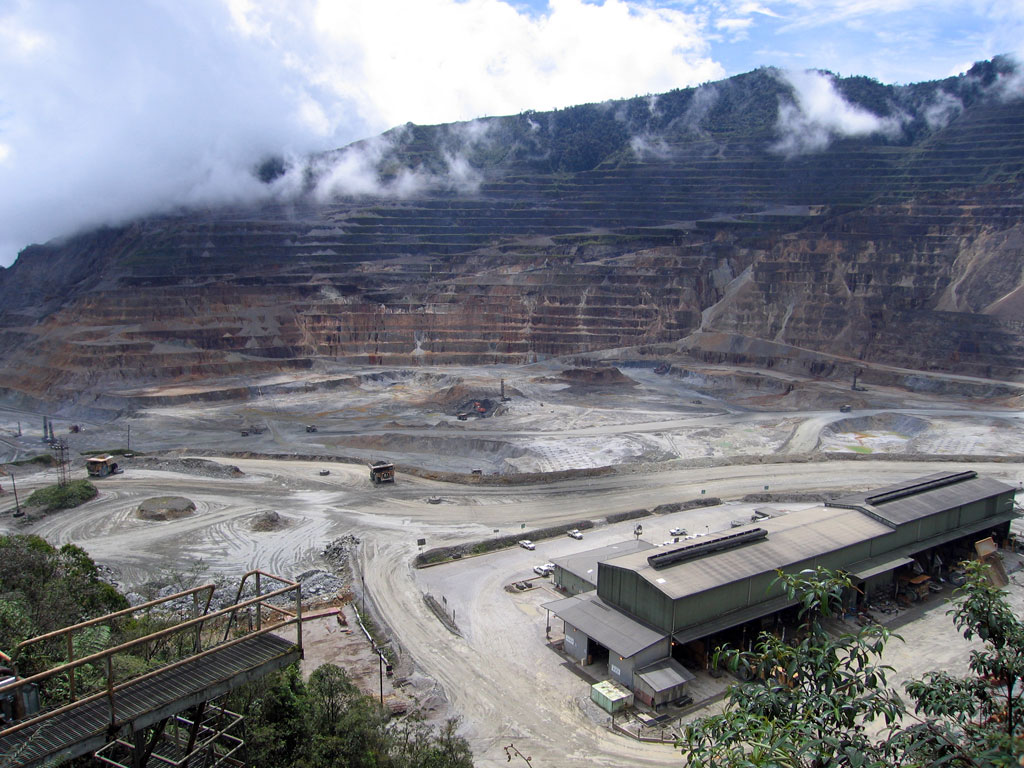
Kopalnia Ok Tedi

Na obrzeżach pasma, na terytorium Papui-Nowej Gwinei, znajdują się duże kopalnie odkrywkowe złota i miedzi: Ok Tedi, Porgera i Hidden Valley.